# Локалита Понте Сабато (Авелино)
Локалита Понте Сабато је насеље у Италији у округу Авелино, региону Кампанија.
Према процени из 2011. у насељу је живело 13 становника. Насеље се налази на надморској висини од 270 м.